# Lipogramma evides
Lipogramma evides is een straalvinnige vissensoort uit de familie van feeënbaarzen (Grammatidae). De wetenschappelijke naam van de soort is voor het eerst geldig gepubliceerd in 1979 door Robins & Colin.